# Isoodon
Isoodon un género de marsupiales peramelemorfos de la familia Peramelidae que incluye cuatro especies conocidas vulgarmente como bandicuts hociquicortos.

## Especies
Se han descrito las siguientes especies:
- Isoodon auratus
- Isoodon macrourus
- Isoodon obesulus